# Gao Ding
Gao Ding (? - 225), grand administrateur du district de Yuesui sous le règne de l'empereur Liu Shan durant l'époque des Trois Royaumes en Chine antique. 
En l’an 223, il se joignit à Yong Kai et au Roi des tribus Nanman, Meng Huo, dans leur rébellion contre les Shu. Lorsque Zhuge Liang vint réprimer la rébellion, Gao Ding l’opposa avec Yong Kai et Zhu Bao, disposant chacun d’une division comptant près de 50 000 hommes. Toutefois, par les ruses de Zhuge Liang, il se tourna contre ses alliés Yong Kai et Zhu Bao, puis livra la tête des deux rebelles à ce dernier. Il fut ainsi récompensé et devint Grand Administrateur du district de Yizhou avec autorité complète sur trois districts.